# Xıde Alé İsme
Xıde Alé İsme (Xıdır Ağa) was een landheer in de provincie Dersim (het huidige Tunceli) en was een van de leiders van de opstand van Dersim. In de Eerste Wereldoorlog heeft hij als binbaşı gevochten tegen de Russen in de noordelijke districten van Dersim.
Tijdens de Opstand van Dersim komen ruim 40.000 burgers om het leven, ook overlijden er vele duizenden Turkse militairen. Het Turkse leger verzoekt de opstandelingen de wapens neer te leggen in ruil voor een amnestieregeling. Xıdır Ağa wordt, nadat hij en zijn mannen de wapens neerleggen, met zijn familie verbannen naar Savaştepe in de provincie Balıkesir. Tot 1947 blijven de meeste districten in Dersim verboden terrein voor burgers. In 1947 keert Xıdır Ağa terug naar zijn dorp in Dersim en hier overlijdt hij ook in de jaren 60 van de twintigste eeuw.